# L'home llop
L'home llop (títol original en anglès, The Wolfman), és una pel·lícula estatunidenca de Joe Johnston de 2010, estrenada el 10 de febrer del mateix any tot i que es va posposar diverses vegades des de la data inicial de l'estrena (12 de novembre de 2008). La pel·lícula és una seqüela del clàssic de terror de 1941 The Wolf Man. L'any 2011 va rebre l'Oscar al millor maquillatge. Està doblada al català.

## Argument
La pel·lícula aprofundeix en els orígens del mite. Lawrence Talbot, un noble adinerat, que retorna a la propietat de la família després de rebre la notícia que el seu germà ha desaparegut, començarà a buscar el seu germà amb l'ajuda del seu pare, una cerca en la que descobrirà la seva ànsia per la sang.

## Repartiment
- Benicio del Toro: Lawrence Talbot/l'home llop
- Anthony Hopkins: Sir John Talbot, pare de Lawrence
- Emily Blunt: Gwen Conliffe, de qui Lawrence està enamorat
- Hugo Weaving: Inspector Francis Aberline
- Geraldine Chaplin: Maleva, la dona gitana
- Art Malik: Singh
- Antony Sher: Dr. Hoenneger
- David Schofield: agent Nye
- David Sterne: Kirk
- Simon Merrells: Ben Talbot, germà de Lawrence
- Cristina Contes: Solona Talbot, mare de Lawrence i Ben
- Michael Cronin: Dr. Lloyd
- Nicholas Day: Coronel Montford
- Clive Russell: MacQueen

## Rebuda
- "Un entregat Benicio del Toro (...) un conjunt que subratlla la condició del licantrop com a mite tragicoromàntic, sense distància irònica ni intoxicacions tonals. (...) un melodrama lúgubre"[6]

- Gens ni mica de diversió. I gens de por, la qual cosa és més imperdonable (...) 'The Wolfman' mossega, però no en el sentit que intenten els seus creadors (...) Puntuació: ★½ (sobre 4)"[7]